# While We Were Here
Pour plus de détails, voir Fiche technique et Distribution.
While We Were Here est un drame américain coproduit, écrit et réalisé par Kat Coiro sorti en 2012.

## Synopsis
Leonard, mari de Jane (Kate Bosworth), se voit partir à Naples pour son travail. Quant à Jane, elle le suit pour découvrir et enfin pouvoir écrire les enregistrements de sa grand-mère, qui a vécu deux guerres dans sa vie. C'est en voulant visiter le château de Naples qu'elle fait la rencontre d'un certain garçon qui aime les blagues. 
Leonard, de plus en plus absent dans sa vie, se voit voler la place par ce merveilleux et jeune garçon qu'est Caleb (Jamie Blackley)...

## Fiche technique
- Titre original : While We Were Here
- Titre français :
- Réalisation : Kat Coiro
- Scénario : Kat Coiro
- Direction artistique : Emmy Eves
- Décors :
- Costumes : Donna Zakowska
- Photographie : Doug Chamberlain
- Son : Marilyn McCoppen
- Montage : Adam Catino
- Musique : Mateo Messina
- Production : Lauren Bratman et Kat Coiro
- Sociétés de production : 1821 Pictures et Dead Serious Films
- Distribution :  Arclight Films [1]
- Budget :
- Pays d’origine :  États-Unis
- Langue originale : Anglais
- Format : Couleur - 2,35:1 - 35 mm
- Genre : Drame
- Durée : 83 minutes
- Dates de sortie :
- États-Unis : 29 avril 2011 (Festival du film de TriBeCa)

## Distribution
- Kate Bosworth : Jane
- Claire Bloom : la grand-mère
- Jamie Blackley : Caleb
- Iddo Goldberg : Leonard